# Clania coeruleovittata
Clania coeruleovittata är en skalbaggsart som beskrevs av Schein 1956. Clania coeruleovittata ingår i släktet Clania och familjen Melolonthidae. Inga underarter finns listade i Catalogue of Life.